# Приозёрная (Псковская область)
Приозёрная — деревня в Островском районе Псковской области. Входит в состав Воронцовской волости.
Расположена на западном берегу Боровенского озера, в 36 км к юго-востоку от города Остров и в 6 км к востоку от волостного центра, села Воронцово.
| 2001 | 2002 | 2010 |
| ---- | ---- | ---- |
| 70   | ↘58  | ↘42  |

Численность населения деревни по состоянию на 2000 год составляет 70 жителей.